# Kārīzdar
Kārīzdar (persiska: کاریزدر) är en ort i Iran.   Den ligger i provinsen Nordkhorasan, i den nordöstra delen av landet, 600 km öster om huvudstaden Teheran. Kārīzdar ligger 1 475 meter över havet och antalet invånare är 204.
Terrängen runt Kārīzdar är kuperad åt nordväst, men åt sydost är den platt.Runt Kārīzdar är det ganska glesbefolkat, med 30 invånare per kvadratkilometer. Närmaste större samhälle är Now Deh, 12,7 km nordost om Kārīzdar. Omgivningarna runt Kārīzdar är i huvudsak ett öppet busklandskap.